# Ратовиці (Нижньосілезьке воєводство)
Ратовиці (пол. Ratowice) — село в Польщі, у гміні Черниця Вроцлавського повіту Нижньосілезького воєводства.
Населення — 958 осіб (2011).
У 1975-1998 роках село належало до Вроцлавського воєводства.

## Демографія
Демографічна структура станом на 31 березня 2011 року:
|          | Загалом | Допрацездатний вік | Працездатний вік | Постпрацездатний вік |
| -------- | ------- | ------------------ | ---------------- | -------------------- |
| Чоловіки | 457     | 98                 | 317              | 42                   |
| Жінки    | 501     | 105                | 287              | 109                  |
| Разом    | 958     | 203                | 604              | 151                  |